# Luiz Alfredo Garcia-Roza

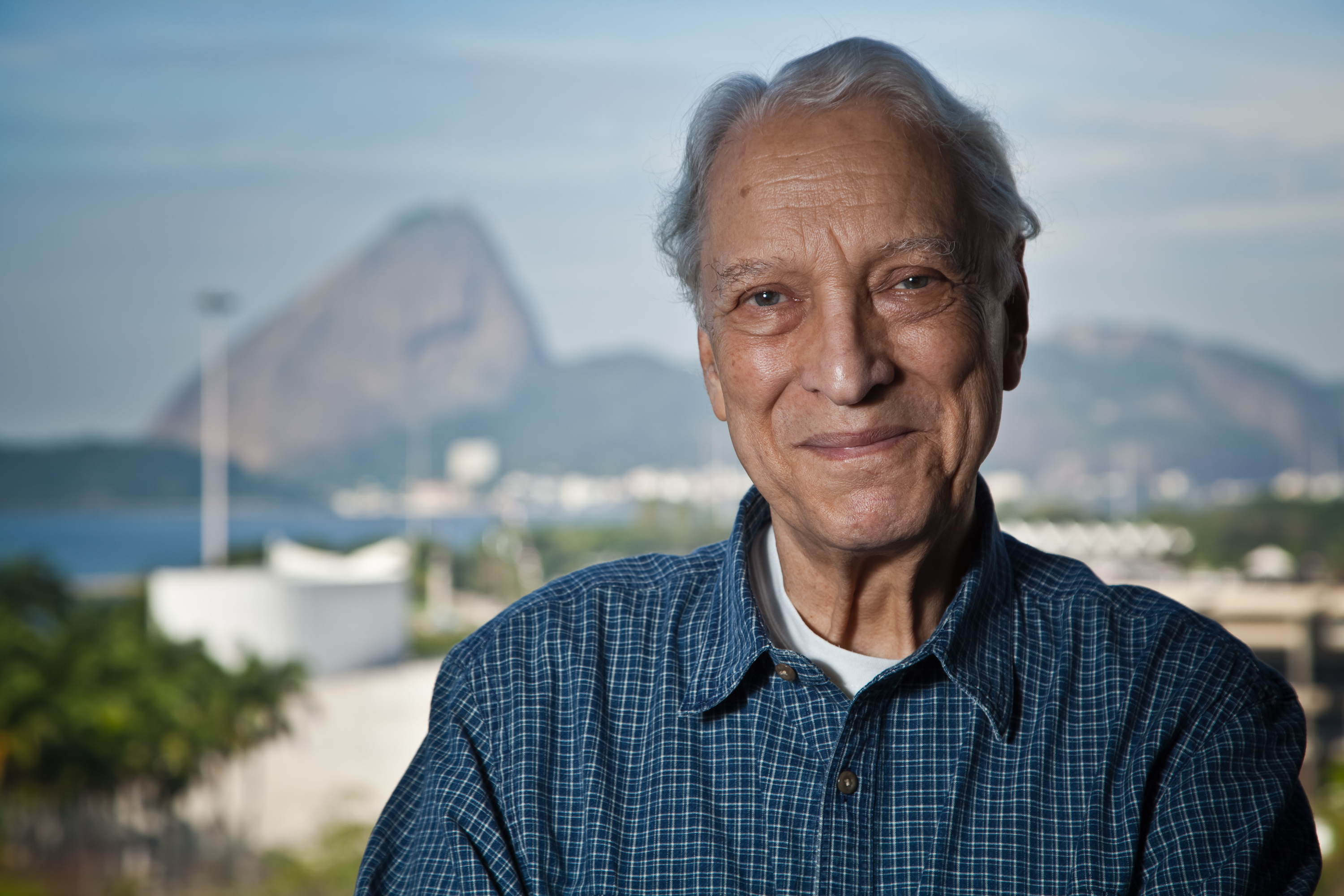
Luiz Alfredo Garcia-Roza (2012)

Luiz Alfredo Garcia-Roza (* 16. September 1936 in Rio de Janeiro; † 16. April 2020 ebenda) war ein brasilianischer Schriftsteller. Er lehrte über dreißig Jahre lang Theorie der Psychoanalyse und veröffentlichte mehrere philosophische und psychologische Fachbücher. Für seinen Debütroman O silêncio da chuva erhielt er 1997 neben drei weiteren Schriftstellern den Prêmio Jabuti. Sein zweiter Roman, Achados e perdidos (deutscher Titel Die Tote von Ipanema), wurde 2007 unter demselben Titel verfilmt. Seine Bücher wurden in mehrere Sprachen übersetzt.
Auf Deutsch sind einige seiner Kriminalromane mit dem Kommissar Espinoza erschienen.

## Werke
- O silêncio da chuva. Companhia das Letras, São Paulo 1996, ISBN 85-7164-612-0. Deutsch: Das Schweigen des Regens. BTV, Berlin 2003, ISBN 978-3-8333-0047-9.
- Achados e perdidos. Companhia das Letras, São Paulo 1998, ISBN 85-7164-765-8. Deutsch: Die Tote von Ipanema. BTV, Berlin 2003, ISBN 978-3-442-76166-1.
- Vento sudoeste. Companhia das Letras, São Paulo 1999, ISBN 85-7164-950-2. Deutsch: Südwestwind. BTV, Berlin 2004, ISBN 978-3-8333-0101-8.
- Uma janela em Copacabana. Companhia das Letras, São Paulo 2001, ISBN 978-85-359-0180-1. Deutsch: Ein Fenster in Copacabana. BTV, Berlin 2004, ISBN 978-3-8333-0143-8.
- Perseguido. Companhia das Letras, São Paulo 2003, ISBN 85-359-0443-3.
- Berenice procura. Companhia das Letras São Paulo 2005, ISBN 85-359-0753-X.
- Espinosa sem saída. Companhia das Letras, São Paulo 2006, ISBN 85-359-0939-7.
- Na multidão. Companhia das Letras, São Paulo 2007, ISBN 978-85-359-1135-0.
- Céu de origamis. Companhia das Letras, São Paulo 2009, ISBN 978-85-359-1567-9.